# FFH-Gebiet Lundener Niederung
Das FFH-Gebiet Lundener Niederung ist ein NATURA 2000-Schutzgebiet in Schleswig-Holstein im Kreis Dithmarschen in den Gemeinden Krempel, Rehm-Flehde-Bargen, Fedderingen und Stelle-Wittenwurth. Es liegt in der Landschaft Heide-Itzehoer Geest (Landschafts-ID 69300), die vom Bundesamt für Naturschutz (BfN) als Landschaft mit geringerer naturschutzfachlicher Bedeutung bewertet wird. Diese ist wiederum Teil der Naturräumlichen Großregion 2. Ordnung Schleswig-Holsteinische Geest.
Das FFH-Gebiet Lundener Niederung hat eine Fläche von 902 Hektar. Die größte Ausdehnung liegt in Nordsüdrichtung und beträgt 6 Kilometer. Der höchste Bereich des FFH-Gebietes liegt im südlichen Drittel auf Meereshöhe. Der niedrigste Bereich liegt an der Nordgrenze am Krempeler Moorweg mit 1,5 Meter unter Normalnull (NN).

Die Lundener Niederung ist als Folge der letzten Eiszeit entstanden. Mit dem Rückzug der Eismassen von der Jütischen Halbinsel nach der vorletzten Eiszeit stieg der Meeresspiegel stark an und drang bis an den Ostrand der heutigen Lundener Niederung vor. Dort schuf es mit der Zeit eine klliffartige Küstenlinie, in Dithmarschen Klev genannt. Mit der letzten Eiszeit zog sich das Meer wieder zurück und bildete mit der Strömung und den Gezeiten Sandbänke, die sich zu Nehrungen mit dazwischen liegenden Strandseen entwickelten. Einer der letzten dieser Art ist der im FFH-Gebiet liegende Mötjensee. Die meisten Strandseen verlandeten mit der Zeit und es bildeten sich daraus Moore. Diese wurden in den letzten Jahrhunderten vom Menschen weitgehend trockengelegt und als Grün- und Ackerland genutzt.
Das FFH-Gebiet besteht zu mehr als der Hälfte aus der FFH-Lebensraumklasse „Moore, Sümpfe, Uferbewuchs“ und zu vier Zehnteln aus „Feuchtes und mesophiles Grünland“. Der Rest besteht aus „Binnengewässer (stehend und fließend)“, siehe Diagramm 1.

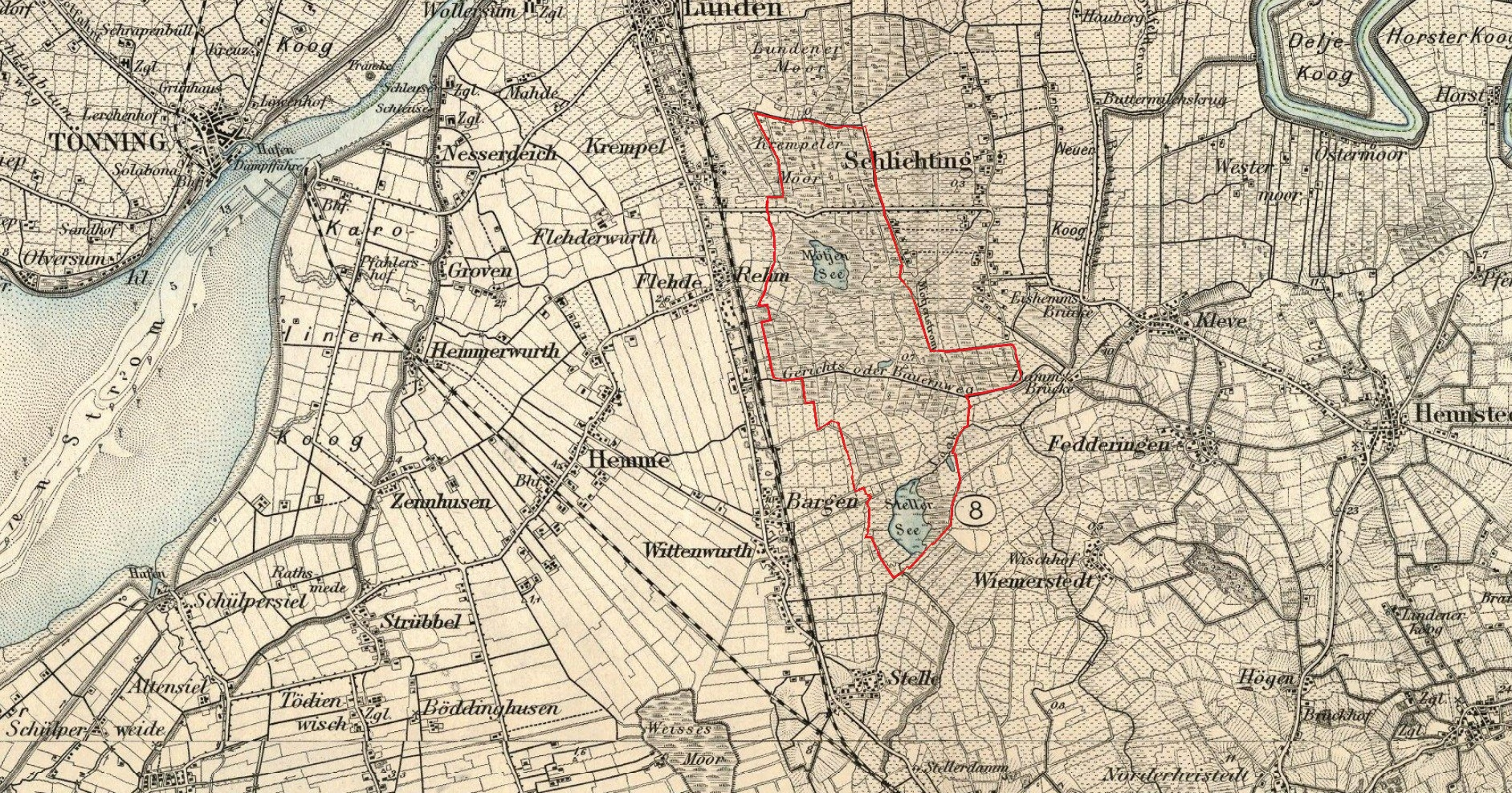
Bild 1: Lundener Niederung um 1893 (Heutiges FFH-Gebiet rot umrandet)

In der Karte des Deutschen Reiches von 1893 ist im Süden des heutigen FFH-Gebietes Lundener Niederung der Binnensee Steller See noch als offenes Gewässer verzeichnet, siehe Bild 1. Heutzutage ist der See vollständig von Röhricht bedeckt. In den Mooren wurde damals noch Torf gestochen.
Der westliche Teil des FFH-Gebietes wird über den Sielzug 01 Sielverband Sankt Annen nördlich von Sankt Annen bei Neuensiel über das Schöpfwerk Sankt Annen in die Tideeider und der östliche Teil über den Ruthenstrom und die Broklandsau beim Klever Ortsteil Westermoor über das Schöpfwerk Broklandsau in die Eider entwässert.

## FFH-Gebietsgeschichte und Naturschutzumgebung
Der NATURA 2000-Standard-Datenbogen (SDB) für dieses FFH-Gebiet wurde im Juni 2004 vom Landesamt für Landwirtschaft, Umwelt und ländliche Räume (LLUR) des Landes Schleswig-Holstein erstellt, im September 2004 als Gebiet von gemeinschaftlicher Bedeutung (GGB) vorgeschlagen, im November 2007 von der EU als GGB bestätigt und im Januar 2010 national nach § 32 Absatz 2 bis 4 BNatSchG in Verbindung mit § 23 LNatSchG als besonderes Erhaltungsgebiet (BEG) bestätigt. Der SDB wurde zuletzt im Juni 2014 aktualisiert. Der Managementplan für das FFH-Gebiet wurde im Juni 2010 veröffentlicht.
Das FFH-Gebiet liegt vollständig im Teilgebiet Lundener Niederung des „europäischen Vogelschutzgebietes DE 1622-493 Eider-Treene-Sorge-Niederung“. Es ist fast deckungsgleich mit dem am 16. Februar 2011 geschaffenem Naturschutzgebiet (NSG) „Lundener Niederung“. Es grenzt im Westen an das am 6. Dezember 1976 gegründete Landschaftsschutzgebiet (LSG) „Lundener Niederung mit Mötjensee und Steller See“ und ebenfalls im Westen an das am 16. Februar 2011 gegründetem LSG „Lundener Niederung westlich des Umleitungsvorfluters“. Weiterhin ist das FFH-Gebiet Teil des Schwerpunktbereiches 186 des landesweiten Biotopverbundsystems.
Mit der Gebietsbetreuung des NSG Lundener Niederung nach § 20 LNatSchG wurde der Heimatverein Mötjenpolder Rehm-Flehde-Bargen e.V. durch das LLUR beauftragt.
Das FFH-Gebiet ist durch ein dichtes Rad- und Wanderwegenetz für den Besucher erlebbar. In der Gebietsmitte befindet sich ein Park- und Rastplatz mit einer BIS-Tafel des landesweiten Besucher-Informationssystems (BIS). Drei weitere BIS-Tafeln sind an den Wegen aufgestellt. Südwestlich des Mötjensees befindet sich ein hölzerner Aussichtsturm. Das LLUR hat für das NSG Lundener Niederung im Juni 2016 ein BIS-Faltblatt veröffentlicht, das an den Spendern der BIS-Tafeln ausgelegt ist und im Internet dem Besucher zur Verfügung steht.

## FFH-Erhaltungsgegenstand
Laut Standard-Datenbogen vom Juni 2014 sind folgende FFH-Lebensraumtypen (LRT) und Arten für das Gesamtgebiet als FFH-Erhaltungsgegenstände mit den entsprechenden Beurteilungen zum Erhaltungszustand der Umweltbehörde der Europäischen Union gemeldet worden (Gebräuchliche Kurzbezeichnung (BfN)):
FFH-Lebensraumtypen nach Anhang I der EU-Richtlinie:
- 3150 Natürliche und naturnahe nährstoffreiche Stillgewässer mit Laichkraut oder Froschbiss-Gesellschaften (Gesamtbeurteilung C)[13]
- 7140 Übergangs- und Schwingrasenmoore (Gesamtbeurteilung C)[14]

Weniger als ein Zehntel der FFH-Gebietsfläche ist danach mit FFH-Lebensraumtypen belegt, siehe Diagramm 2.
Die Nachkartierung der FFH-Lebensraum- und Biotoptypen im FFH-Gebiet im Jahre 2018 weicht von den Angaben im SDB erheblich ab, siehe Diagramm 3. Danach ist ein Viertel der Fläche des FFH-Gebietes mit FFH-Lebensraumtypen bedeckt und mehr als die Hälfte mit gesetzlich geschützten Biotoptypen nach der Biotopverordnung. Nur knapp ein Fünftel der Fläche hat keinen besonderen Schutzstatus zugesprochen bekommen.

## FFH-Erhaltungsziele
Aus den oben aufgeführten FFH-Erhaltungsgegenständen werden als FFH-Erhaltungsziele von besonderer Bedeutung die Erhaltung folgender Lebensraumtypen und Arten im FFH-Gebiet vom Ministerium für Energiewende, Landwirtschaft, Umwelt und ländliche Räume des Landes Schleswig-Holstein erklärt:
- 3150 Natürliche und naturnahe nährstoffreiche Stillgewässer mit Laichkraut oder Froschbiss-Gesellschaften

Aus den oben aufgeführten FFH-Erhaltungsgegenständen werden als FFH-Erhaltungsziele von Bedeutung die Erhaltung folgender Lebensraumtypen und Arten im FFH-Gebiet vom Ministerium für Energiewende, Landwirtschaft, Umwelt und ländliche Räume des Landes Schleswig-Holstein erklärt:
- 7140 Übergangs- und Schwingrasenmoore

## FFH-Analyse und Bewertung
Das Kapitel FFH-Analyse und Bewertung im Managementplan beschäftigt sich unter anderem mit den aktuellen Gegebenheiten des FFH-Gebietes und den Hindernissen bei der Erhaltung und Weiterentwicklung der FFH-Lebensraumtypen und Arten. Die Ergebnisse fließen in den FFH-Maßnahmenkatalog ein.
Das FFH-Gebiet befindet sich zum größten Teil im Besitz der Öffentlichen Hand. Den größten Anteil stellt die Stiftung Naturschutz Schleswig-Holstein. Sie verfügt auch über eine Vielzahl von Flächen in unmittelbarer Umgebung des Gebietes. Diese stellen willkommene Pufferflächen gegenüber intensiv genutzten Grün- und Ackerflächen zum Schutz des FFH-Gebietes gegen Überdüngung dar. Die Fläche des ehemaligen Steller Sees gehört einer Eigentümergemeinschaft. Im Osten und Norden befinden sich größere Ausgleichsflächen des Kreises Dithmarschen.

## FFH-Maßnahmenkatalog
Der FFH-Maßnahmenkatalog im Managementplan führt neben den bereits durchgeführten Maßnahmen geplante Maßnahmen zur Erhaltung und Entwicklung der FFH-Lebensraumtypen im FFH-Gebiet an. Die Maßnahmen sind in einer Maßnahmenkarte eingetragen und mit allen Beteiligten abgestimmt.
Schwerpunkte der Maßnahmen sind die Sukzession aller bestehenden Moorflächen. Wo möglich sollen dort die Wasserstände durch Bau von Verwallungen und Einbau regulierbarer Staue erhöht werden. Die noch intensiv genutzten Grünflächen sollen über Vertragsnaturschutz, Ankauf oder Anpachtung langfristig extensiviert werden. Die Reetflächen sollen durch regelmäßige Mahd frei gehalten werden, um Vogelarten des Offenlandes günstige Lebensbedingungen zu bieten.

## FFH-Erfolgskontrolle und Monitoring der Maßnahmen
Eine FFH-Erfolgskontrolle und Monitoring der Maßnahmen findet in Schleswig-Holstein alle sechs Jahre statt. Die Ergebnisse des letzten Monitorings wurden noch nicht veröffentlicht (Stand August 2022).

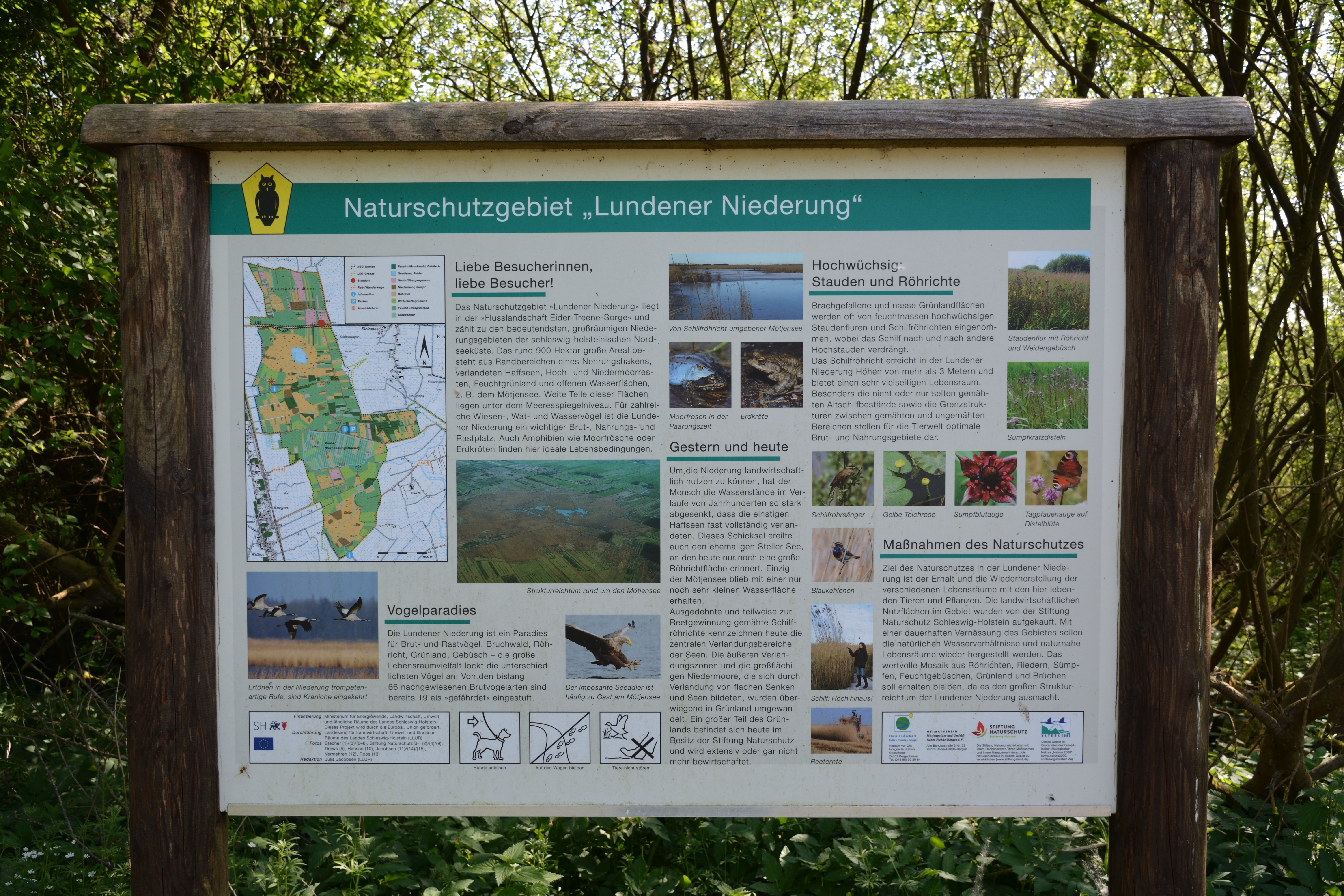
BIS-Tafel am Weißen Moorweg
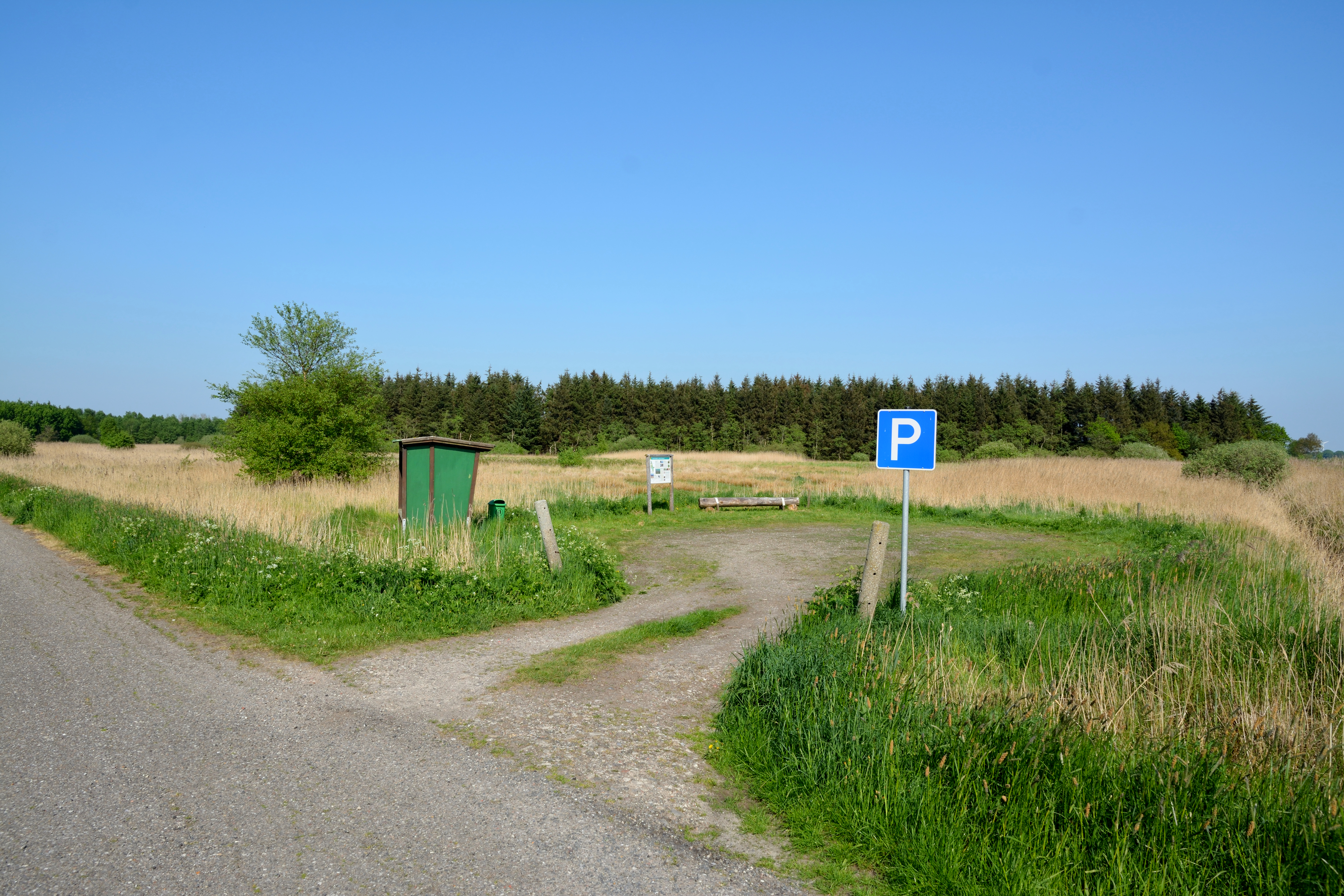
Park- und Rastplatz am Gerichtsweg
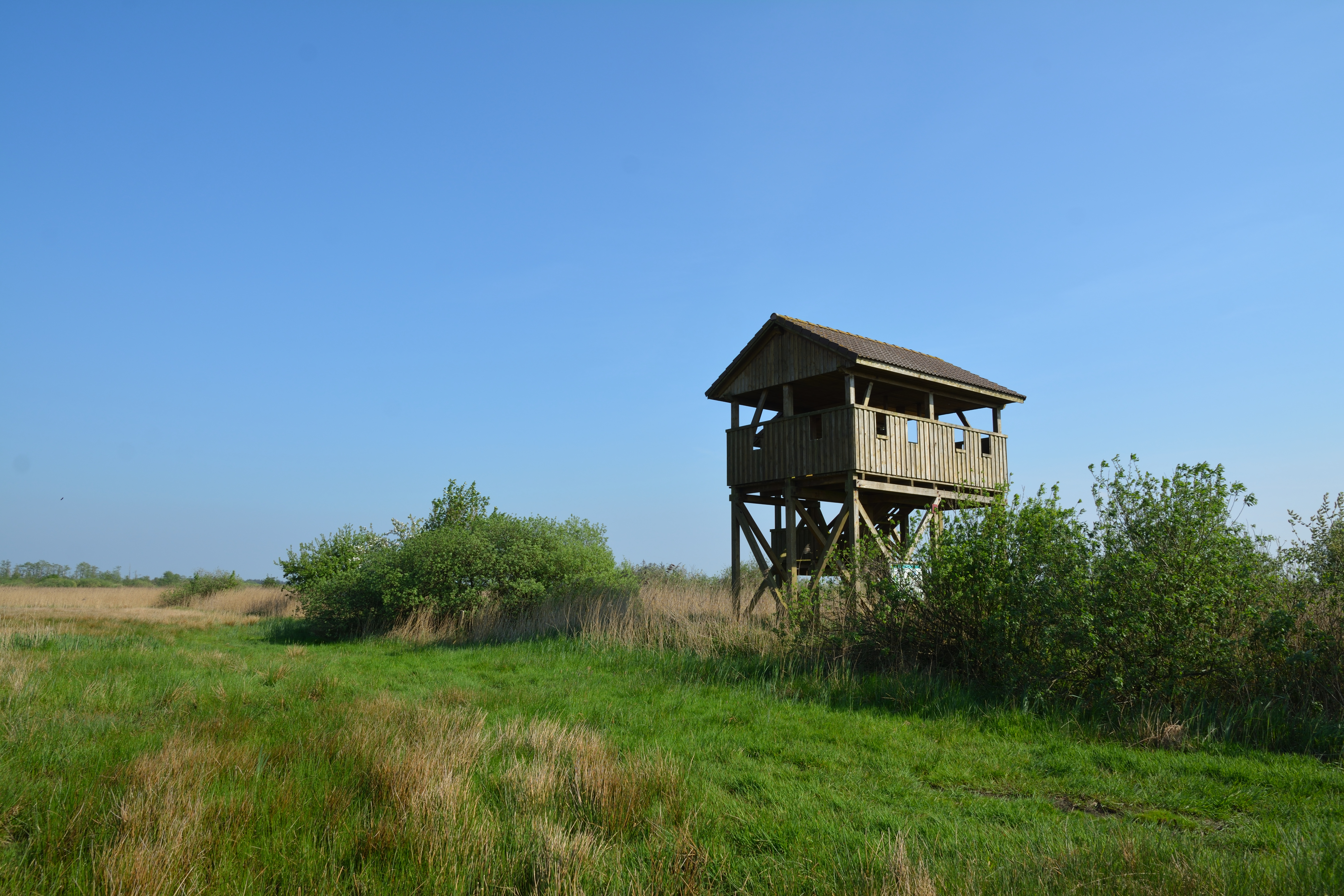
Beobachtungsturm 600 m südwestlich des Mötjensees
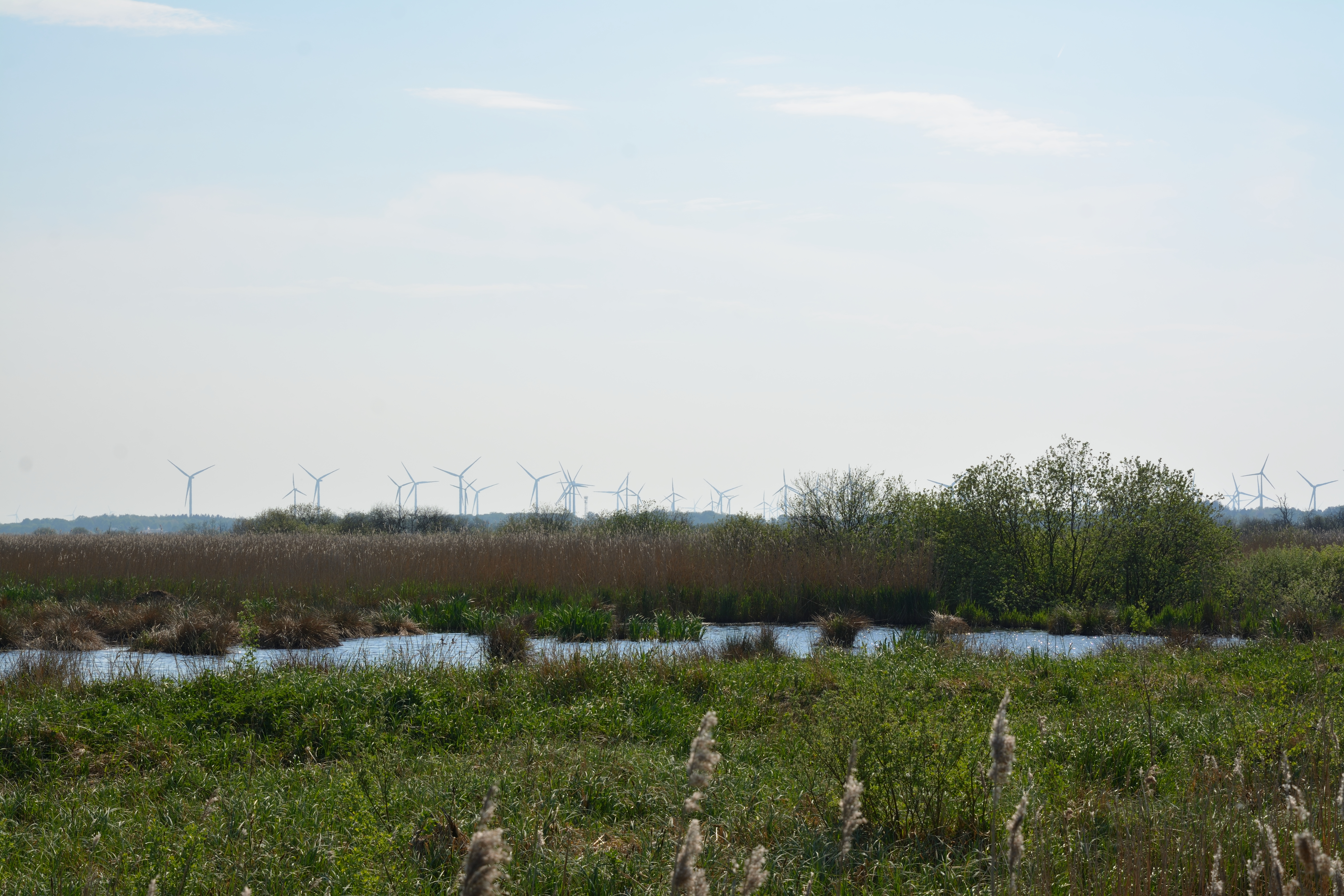
Wiedervernässtes Moor am Gerichtsweg, Ostrand
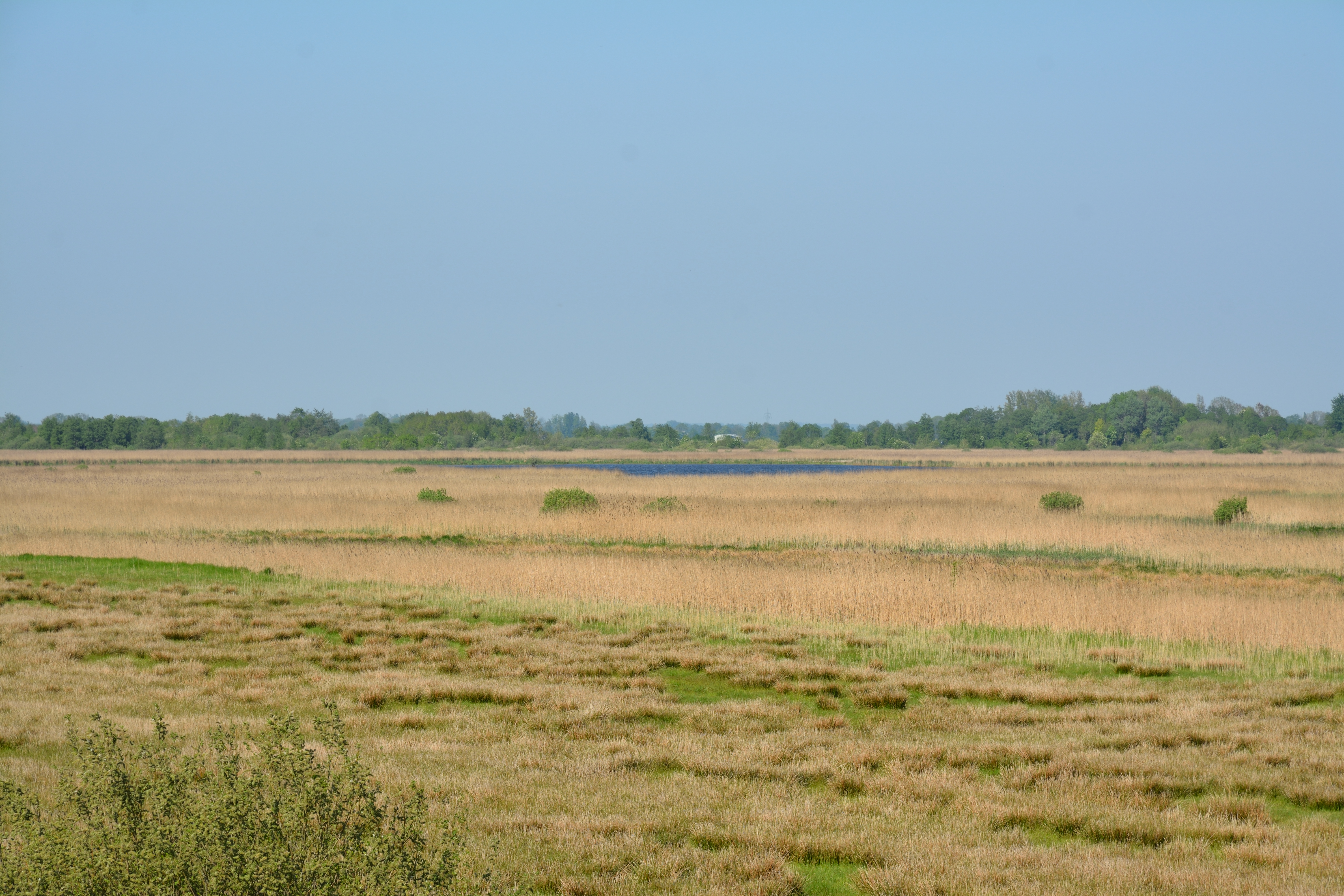
Mötjensee